# Península de Purerua
La península de Purerua es una península situada en el lado noroeste de la bahía de las Islas, en Northland (Nueva Zelanda). La ensenada de Te Puna se encuentra al sur de la península. Las comunidades de la península son Purerua, Te Tii y Taronui Bay. La bahía de Rangihoua está en el extremo sur de la península.
Te Tii tiene dos marae, pertenecientes a los Ngāpuhi hapū de Ngāti Rēhia: Hiruhārama Hou Marae y casa de reuniones, y Whitiora Marae y casa de reuniones Te Ranga Tira Tanga.
Otro marae local, Wharengaere, es un lugar de reunión de los Ngāpuhi hapū de Ngāti Mau y Ngāti Torehina.

## Demografía
La península de Purerua tiene una extensión de 48,19 km2  y una población de 201 habitantes en el censo de Nueva Zelanda de 2018, lo que supone un aumento de 30 personas (17,5%) desde el censo de 2013 y un aumento de 51 personas (34,0%) desde el censo de 2006. Había 75 hogares, compuestos por 105 hombres y 99 mujeres, lo que supone una proporción de sexos de 1,06 hombres por mujer. La edad media era de 43,2 años (frente a 37,4 años a nivel nacional), con 48 personas (23,9%) menores de 15 años, 24 (11,9%) de 15 a 29 años, 102 (50,7%) de 30 a 64 años y 27 (13,4%) de 65 años o más.
Las etnias eran el 67,2% de europeos/Pākehā, el 44,8% de maoríes y el 1,5% de asiáticos. Las personas pueden identificarse con más de una etnia.
Aunque algunas personas decidieron no responder a la pregunta del censo sobre la afiliación religiosa, el 47,8% no tenía religión, el 29,9% era cristiano, el 11,9% tenía creencias religiosas maoríes, el 1,5% era budista y el 1,5% tenía otras religiones.
De los mayores de 15 años, 30 (19,6%) personas tenían una licenciatura o un título superior, y 30 (19,6%) no tenían ninguna cualificación formal. La mediana de los ingresos era de 23.700 dólares, frente a los 31.800 dólares a nivel nacional. 24 personas (15,7%) ganaban más de 70.000 dólares, frente al 17,2% a nivel nacional. La situación laboral de los mayores de 15 años era que 66 (43,1%) personas estaban empleadas a tiempo completo, 27 (17,6%) a tiempo parcial y 12 (7,8%) estaban desempleadas.

### Área estadística de Rangitane-Purerua
El área estadística de Rangitane-Purerua abarca 123,19 km2 y tenía una población estimada de 1.690 habitantes en junio de 2021, con una densidad de población de 13,7 personas por km2.
Rangitane-Purerua tenía una población de 1.506 habitantes en el censo de Nueva Zelanda de 2018, un aumento de 342 personas (29,4%) desde el censo de 2013, y un aumento de 324 personas (27,4%) desde el censo de 2006. Había 531 hogares, compuestos por 759 hombres y 747 mujeres, lo que da una proporción de sexo de 1,02 hombres por mujer. La edad media era de 47,0 años (frente a 37,4 años a nivel nacional), con 303 personas (20,1%) menores de 15 años, 180 (12,0%) de 15 a 29 años, 741 (49,2%) de 30 a 64 años y 282 (18,7%) de 65 años o más.
Las etnias eran el 78,7% de europeos/Pākehā, el 30,5% de maoríes, el 2,2% de pueblos del Pacífico, el 1,2% de asiáticos y el 1,8% de otras etnias. Las personas pueden identificarse con más de una etnia.
El porcentaje de personas nacidas en el extranjero es del 22,9, frente al 27,1% a nivel nacional.
Aunque algunas personas decidieron no responder a la pregunta del censo sobre la afiliación religiosa, el 53,8% no tenía religión, el 28,5% era cristiano, el 6,6% tenía creencias religiosas maoríes, el 0,4% era budista y el 2,6% tenía otras religiones.
De los mayores de 15 años, 237 (19,7%) personas tenían un título universitario o superior, y 192 (16,0%) no tenían ninguna cualificación formal. La mediana de los ingresos era de 29.200 dólares, frente a los 31.800 dólares a nivel nacional. 195 personas (16,2%) ganaban más de 70.000 dólares, frente al 17,2% a nivel nacional. La situación laboral de los mayores de 15 años era que 492 (40,9%) estaban empleados a tiempo completo, 198 (16,5%) a tiempo parcial y 51 (4,2%) estaban desempleados.

## Educación
La Academia Internacional de la Bahía de las Islas es una escuela primaria neozelandesa de 1 a 8 años, financiada por el Estado, que abrió sus puertas en enero de 2013 en los edificios y terrenos existentes de la antigua escuela Te Tii, en la península de Purerua, a unos 17 km al norte del municipio de Kerikeri. Desde 1906 existía una escuela pública Purerua, con un servicio de transbordador desde Te Tii. El nombre maorí de la academia es Te Whare Mātauranga o Te Tii.
La academia es un Colegio del Mundo del IB autorizado que ofrece el Programa de Años Primarios del Bachillerato Internacional. El programa hace hincapié en los logros académicos, el aprendizaje de estilo de investigación y un plan de estudios internacional y multicultural. Todos los alumnos deben aprender un segundo idioma. La escuela atiende a la zona de Kerikeri/Waipapa/Purerua del Distrito del Extremo Norte de Nueva Zelanda y tiene capacidad para unos 100 alumnos. Su ocupación era de 117 en diciembre de 2015. Está en vigor una zona de matriculación.
La Academia Internacional de la Bahía de las Islas está situada en un terreno de dos hectáreas. Las instalaciones incluyen cuatro aulas, una biblioteca, una sala de recursos, espacio administrativo, una piscina y zonas de juego. La escuela está conectada a Internet mediante banda ancha ultrarrápida de fibra óptica de 100Mbit/s, y todos los espacios de aprendizaje tienen cobertura WiFi. Tras el censo nacional de 2013, la escuela pasó del decil 3 al decil 6, lo que indica un cambio sustancial en la población de alumnos asistentes.